# Jaume Pomar i Fuster
Jaume Pomar i Fuster (Palma, Mallorca, 1868 - Palma, Mallorca, 1910) va ser un pedagog mallorquí.
Estudià a l'Institut Balear de Palma i més endavant va estudiar i es llicencià en Filosofia i Lletres a Barcelona el 1892. Posteriorment es va doctorar a la Universitat de Madrid amb la tesi Historia crítica del sinete en el siglo XVIII el 1897. Fou catedràtic a Palma fins al 1902 que guanyà la càtedra de Geografia i Història a Maó, on portà a terme una destacada tasca cultural. A Menorca forma part del grup dels fundadors de l'Ateneu Científic, Literari i Artístic de Maó. Fou premiat als Jocs Florals de Barcelona del 1890 i del 1891 amb la composició Glorificació de la parla catalana. Va publicar diverses obres de crítica històrica i literària, com El arte y la ciencia (1889), El último antipapa (1899), Reyes y príncipes santos (1907), entre d'altres, i també, el 1904, l'interessant estudi, amb aportació de noves dades, Ensayo histórico sobre el desarrollo de la instrucción pública en Mallorca, el qual, posteriorment, el 1990 serà reeditat i traduït al català pel seu net, el poeta Jaume Pomar Llambias. També publica sovint articles a la premsa i col·laborà a la revista Mallorca Dominical amb poesia religiosa i d'altres gèneres. Destaca, especialment, un himne mallorquí titulat
La Senyera. Un carrer de la Ciutat Jardí, a Palma, duu el seu nom.